# Salvatore D'Erasmo
Salvatore D'Erasmo (Crotone, 22 luglio 1942) è un giurista e dirigente d'azienda italiano, fondatore e primo presidente di Confindustria Bosnia-Erzegovina.

## Biografia
Salvatore D'Erasmo nasce a Crotone il 22 luglio 1942. Terminata la maturità classica al liceo "Pitagora" di Crotone, si trasferisce all'età di 21 anni a Brescia, dove tuttora risiede. Ottenuta qualche anno dopo la laurea in Giurisprudenza all'Università di Pavia, trova lavoro come impiegato statale presso l'INPS di Brescia, arrivando di lì a poco ad assumerne anche la dirigenza.
Nel 1976 abbandona il posto da dirigente dell'istituto locale; entra nell'Associazione Industriale Bresciana come semplice funzionario in prova, ma dopo solo due anni l'allora presidente Luigi Lucchini lo nomina dirigente. Successivamente ricopre anche le cariche di capo del collegio sindacale e vicedirettore. Dal 1993 al 2005 ne assume la direzione, giocando nel contempo un ruolo di primo piano nella realizzazione di importanti opere infrastrutturali nel capoluogo bresciano come il termovalorizzatore, la metropolitana e autostrada A35, meglio nota con la sigla BreBeMi.
Nel 2005, anno della sua uscita dall'AIB, D'Erasmo collabora con Emma Marcegaglia - che lo nominerà poi suo consulente - nella sua campagna per la corsa alla presidenza di Confindustria (lo aveva già fatto qualche anno prima con Luca Cordero di Montezemolo, quando allora il presidente era Aldo Bonomi).
Nel 2010 fonda Confindustria Bosnia-Erzegovina, organizzazione che ha lo scopo di seguire e rappresentare quelle imprese italiane che hanno investito nel Paese balcanico.
Nel 2011 diviene componente del Comitato di Presidenza di Confindustria Balcani, organizzazione nata per favorire gli interscambi commerciali con i Paesi balcanici come Bulgaria, Romania, Serbia, Macedonia, Moldavia, Croazia, Slovenia ed Albania.
Da gennaio 2015 è presidente di Tecnologia e Ricerca Italiana S.r.l., una start-up innovativa che sviluppa e produce materiali nano-compositi per il settore edilizio.
Nel maggio 2016 lascia la presidenza di Confindustria Bosnia-Erzegovina, venendo sostituito dal manager sloveno Igor Pahor.